# Manon Roland
Marie-Jeanne (Manon) Roland de La Platière, känd som Madame Roland, född 17 mars 1754 i Paris, död 8 november 1793, var en fransk girondist; gift med Jean-Marie Roland de La Platière.

## Biografi
Madame Roland, som var dotter till en gravör Gratien Phlipon, var en av de främsta representanterna för den ideella hänförelse, som – ett resultat av den rousseauska samhällslärans optimism och det rådande svärmeriet för antiken – utgjorde en så väsentlig orsak till franska revolutionens både stet och olyckor. Hon ägnade sig redan som ung åt läsning av Jean-Jacques Rousseau och andra upplysningsfilosofers skrifter samt av översättningar från antiken och kom därigenom att anse att de flesta bestående samhällsinstitutionerna var verk av fördomar eller som onödiga skrankor, och om dessa avskaffades skulle mänsklighetens medfödda godhet skulle kunna göra sig gällande och ett lyckotillstånd uppstå. Detta skulle, enligt henne, uppnås genom revolutionen, men denna fick ej stanna vid 1791 års konstitutionellt monarkiska författning, utan helt avskaffa kvarlevorna av det gamla samhällsskicket, bland vilka monarkin var den mest iögonenfallande. Sedan hennes mans hus, blivit samlingsplatsen för de främsta girondisterna, inspirerade hon dessa sina vänner för sina idéer, vilkas uppfattning redan förut gick i samma riktning. 
Hennes äktenskap, som ingåtts 1780, var och blev dock aldrig på hennes sida grundat på kärlek, utan blott på aktning. Däremot uppstod ett platoniskt kärleksförhållande mellan henne och den unge girondisten François-Nicolas-Léonard Buzot. Hennes kraftfulla väsen gjorde henne nästan i högre grad än någon annan till föremål för anarkisternas och skräckväldets fruktan och hat. Ett försök (hösten 1792) att störta henne genom falska angivelser ledde dock blott till, att hon av nationalkonventet, där hon den 7 december själv infann sig, fick motta en storartad hyllning, men de pöbelupplopp, 31 maj och 2 juni 1793, genom vilka gironden störtades, öppnade slutligen vägen för anarkisternas hämnd. Sedan hon hjälpt sin man att fly, fängslades hon den 1 juni samma år. I fängelset skrev hon sina memoarer och den 8 november samma år sände revolutionstribunalen henne till avrättningsplatsen, där hon, hälsande frihetsgudinnans bild med utropet "O, frihet, huru många brott begår man ej i ditt namn!" lugnt mottog dödshugget. 

## Memoarer
Madame Rolands Mémoires, som hon skrivit i fängelset och anförtrott i sin trogne vän girondisten Boscs vård, utgavs 1795 i förkortat skick. C.A. Dauban utgav dem 1864 fullständigt (nya upplagor av Jules Claretie 1884 och Claude Perroud, två band, 1905) och 1867 ett urval av hennes brev (Lettres inédites). En kritisk edition av hennes Lettres utgavs av Perroud (två band, 1900–1903).